# Pieter Bottema
Pieter Bottema (13 de diciembre de 1978) es un deportista neerlandés que compitió en remo. Ganó una medalla de oro en el Campeonato Mundial de Remo de 2007, en la prueba de ocho con timonel ligero.

## Palmarés internacional
| Campeonato Mundial | Campeonato Mundial | Campeonato Mundial | Campeonato Mundial      |
| Año                | Lugar              | Medalla            | Prueba                  |
| ------------------ | ------------------ | ------------------ | ----------------------- |
| 2007               | Múnich (Alemania)  | Medalla de oro     | Ocho con timonel ligero |